# Ostalgie

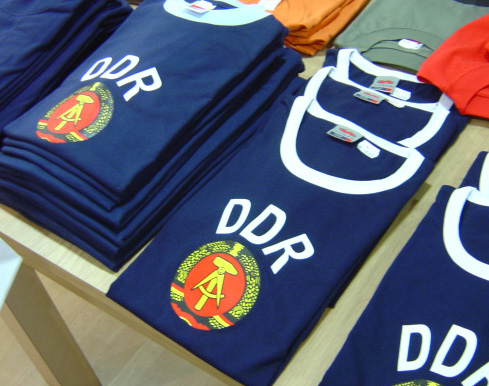
Verkauf von DDR-T-Shirts in Berlin (2004)

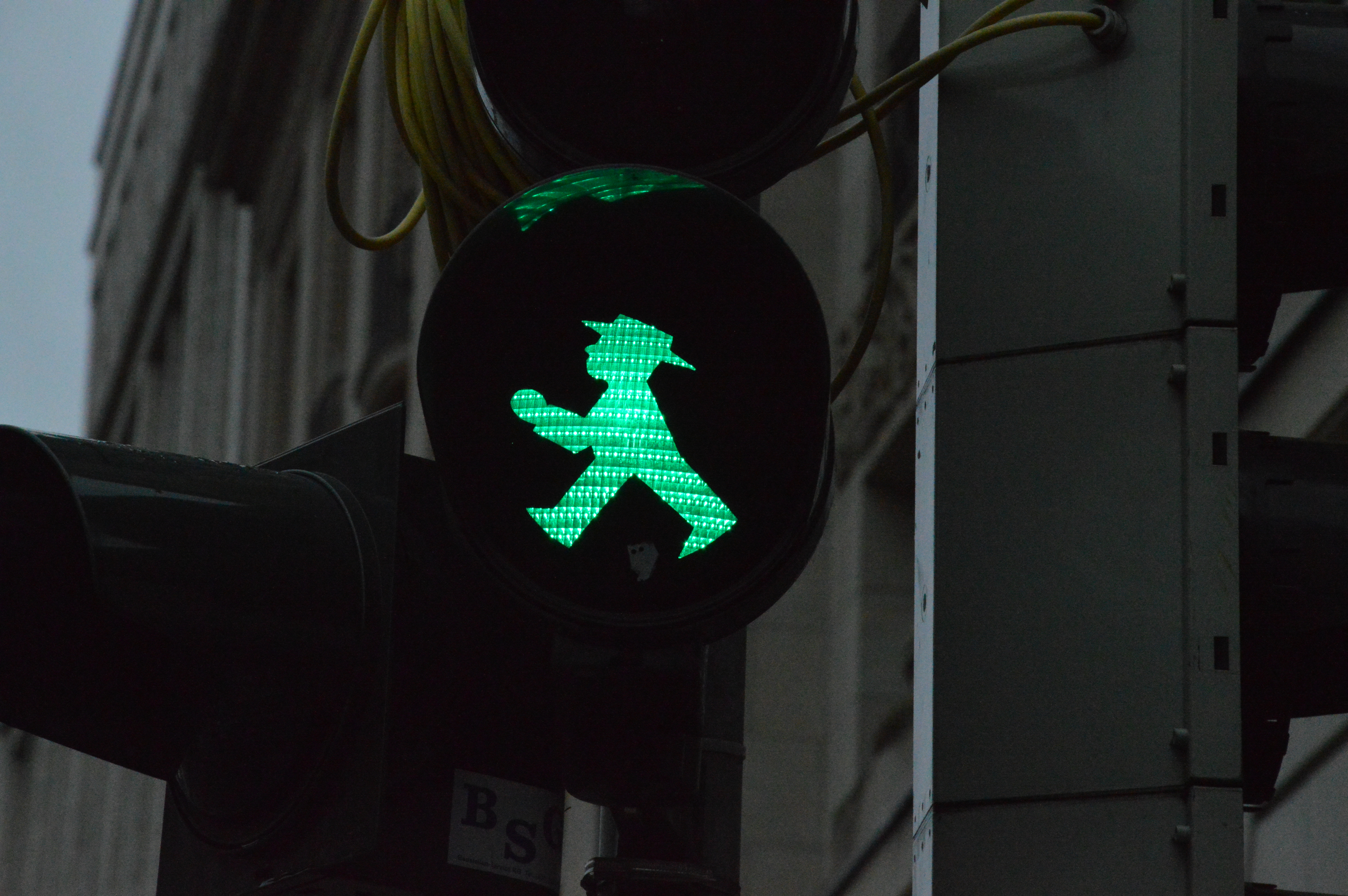
„Ost-Ampelmännchen“ in Berlin, 2014

Als Ostalgie (Kofferwort aus „Osten“ bzw. „Ostdeutschland“ und „Nostalgie“) wird die nostalgische Wahrnehmung der DDR in der Bevölkerung Ostdeutschlands seit der Wende bezeichnet. Das Wort geht auf den Titel eines Programms des Dresdner Kabarettisten Uwe Steimle aus dem Jahr 1992 zurück.
Das Phänomen entstand mit einer ab 1991 einsetzenden Distanzierung eines Teils der ostdeutschen Bevölkerung gegenüber der Bundesrepublik. In Supermärkten wurden plötzlich frühere sogenannte „Ostprodukte“ angeboten, Ostalgie-Partys veranstaltet und DDR-Alltagsgegenstände und -Symbole als Identitätsanker wiederentdeckt. Die Ostalgie wurde aber auch durch Spaß und Ironie sowie kommerzielle Motive, z. B. die so genannte „Ampelmännchen-Industrie“, geprägt. Ihren Höhepunkt erreichte die Ostalgie mit dem 2003 erschienenen Spielfilm Good Bye, Lenin! und den anschließenden DDR-Fernsehshows öffentlicher und privater TV-Sender.

## Begriffsbestimmung
Für den Begriff DDR-Nostalgie gibt es keine allgemein akzeptierte Definition. Diverse Begriffe wie Ostalgie, Ostidentität, neues ostdeutsches Selbstbewusstsein und ostdeutsche Mentalität werden schwammig verwendet. Das bekannteste Schlagwort ist das Kofferwort Ostalgie, das synonym zur DDR-Nostalgie verwendet wird. Diese Wortschöpfung aus Osten und Nostalgie wird zwar dem Dresdner Kabarettisten Uwe Steimle zugeschrieben, der Begriff Ostalgie ist jedoch gemäß dem Sozialwissenschaftler Thomas Ahbe in besonderer Weise pejorativ konnotiert, da die Begriffe Ost und Nostalgie eher für Defizitäres stünden: im Falle von Nostalgie, weil es im Kontrast zum optimistischen, modernen Zeitgeist stehe, und bei Ost oder ostig, weil damit rostig, marode und überholt assoziiert werde. Ostalgie werde häufig als ein Mangel an Integrationswillen, als ein Aufbegehren, die DDR wiederhaben oder die deutsche Wiedervereinigung rückgängig machen zu wollen, missverstanden. Tatsächlich handele es sich bei Ostalgie jedoch um eine Integrationsstrategie, da ein Teil der Ostdeutschen ihre angestammten eigenen Erfahrungen, Erinnerungen und Werte, die mit denen der westdeutschen Mehrheit nicht kompatibel seien, beibehalten wollten.

## Phänomen der DDR-Nostalgie

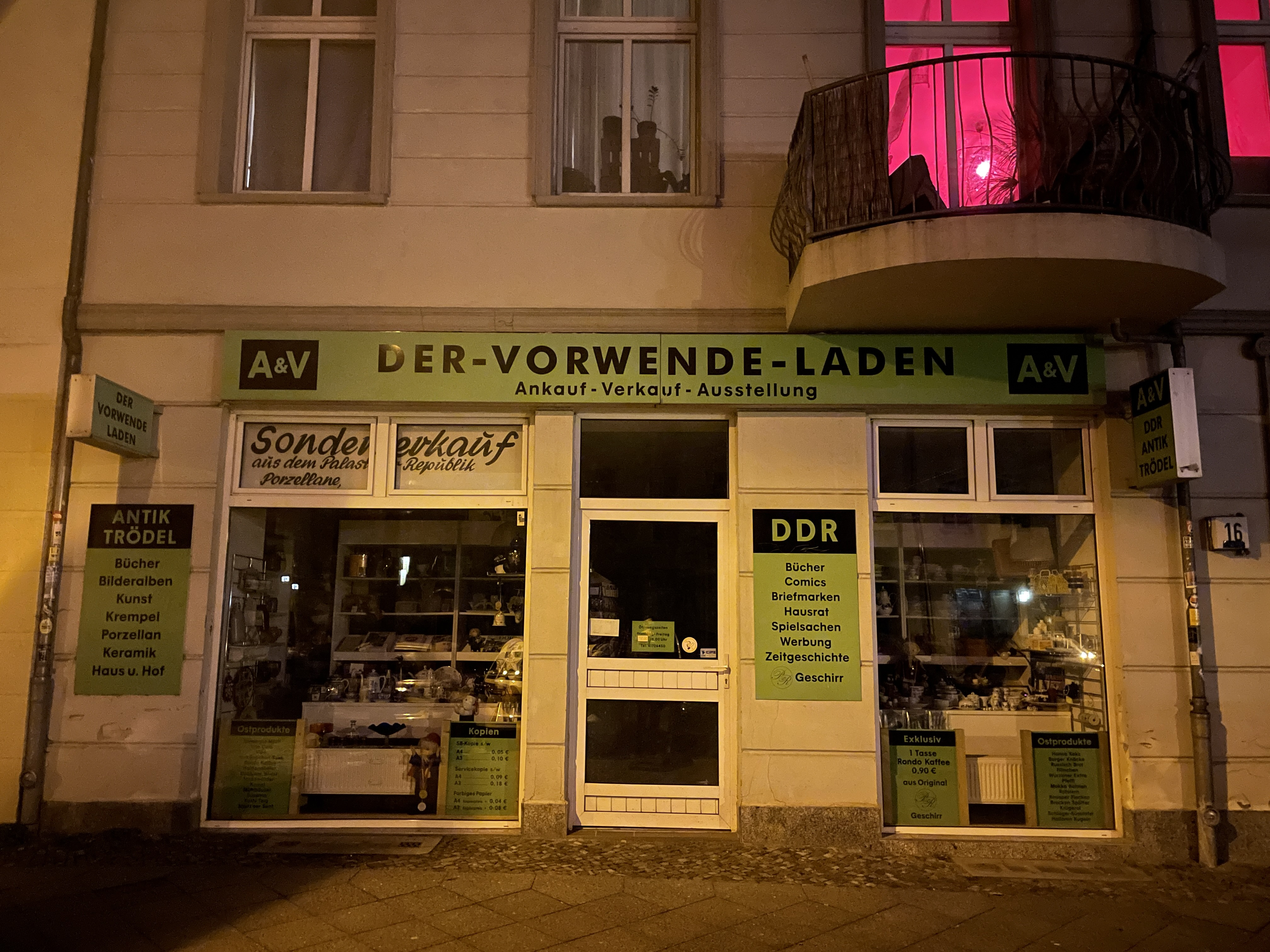
„Der Vorwende-Laden“ mit DDR-Antiquitäten in Berlin-Friedrichshain (2021)

Der Begriff DDR-Nostalgie ist analytisch nicht definiert und wird in der wissenschaftlichen Literatur uneinheitlich gebraucht. Die Soziologin Katja Neller, die 2005 zum Thema DDR-Nostalgie promoviert hat, grenzt den Begriff streng von dem Kofferwort Ostalgie ab und definiert die DDR-Nostalgie als positive Retrospektivbewertungen der neuen Bundesbürger (bzw. der früheren DDR-Bürger) gegenüber der DDR. Da es vor der Wende angeblich keine eigentliche DDR-Identität gab, dreht sich ein wichtiger Teilaspekt der wissenschaftlichen Debatten zur DDR-Nostalgie um die Frage, ob es sich bei den von der Forschung festgestellten retrospektiven DDR-Loyalitäten nur um Nachwendephänomene handelt oder ob diese an vorhandene Bindungen aus der DDR-Zeit anknüpfen.
Wurde die DDR kurz nach der Wende von der ostdeutschen Bevölkerung noch einmütig negativ beurteilt, zeigen neue Umfragen zunehmend positive Beurteilungen. Trotz des seit der Wende gestiegenen Lebensstandards erfährt die DDR in Ostdeutschland mittlerweile in vielen Bereichen, besonders in Bezug auf die soziale Sicherheit, eine bessere Bewertung als die Bundesrepublik. Diese Einschätzung wurde auch von den Panelteilnehmern der Sächsischen Längsschnittstudie geteilt. Die Ostalgie kann als eine auf die Euphorie der unmittelbaren Wendezeit folgende und für die 1990er Jahre typische Reaktion eines Teils der Bevölkerung Ostdeutschlands betrachtet werden, mit der diese Bevölkerungsgruppe den sehr widersprüchlichen und schwierigen wirtschaftlichen Transformationsprozess und die Anpassung an ein neues Rechtssystem nach der friedlichen Revolution, mithin den scharfen Bruch zwischen Vergangenheit und Zukunft thematisierte. Was sich politik- und wirtschaftswissenschaftlich mit der Herstellung der Wirtschafts-, Währungs- und Sozialunion als erfolgreiche Einführung eines neuen Systems beschreiben lässt, ging aus Sicht der ostdeutschen Bevölkerung nicht nur mit Gewinnen, sondern auch mit Ernüchterung und Verlusten einher. Als sich die mit dem Sinnbild der Blühenden Landschaften in Aussicht gestellten ökonomischen Zukunftsperspektiven für Ostdeutschland nicht so zügig einstellten wie erhofft, setzte mit Beginn der 1990er Jahre eine Wiederentdeckung und Renaissance von Symbolen und Produkten der DDR-Vergangenheit ein.

## Erklärungsansätze
Für die Erklärung der Ostalgie gibt es zwei grundsätzliche Hypothesen, die Sozialisationshypothese und die Situations- oder Erfahrungshypothese. Die Sozialisationshypothese basiert auf der Annahme, dass eine ideologische Erziehung im Sinne sozialistischer Werte und Lebensweisen wesentlich vollständiger geglückt ist als angenommen und weiterbestehen. Die Situations- bzw. Erfahrungshypothese erkennt die immer noch unterschiedlichen Lebensbedingungen in Ost und West als bedeutend an. Sie geht davon aus, dass die verklärende Rückschau auf die DDR aus der strukturellen Ungleichheit der Bedingungen beider Teilgesellschaften resultiert. Eigene Erfahrungen, wie an der Lebenssituation, der wirtschaftlichen Stellung oder den politischen Erfolgen stehen negative Erfahrungen des Transformationsprozesses gegenüber.
Die Kulturwissenschaftlerin Aleida Assmann, die sich mit Erinnerungsprozessen beschäftigt, sieht in der Ostalgie einen normalen Verdrängungsmechanismus, in dem das Gedächtnis auswählt. Positive Dinge würden herausgehoben und die negativen ganz tief vergessen werden. Dann komme es zu einem völlig umgelagerten Bild: „Die DDR ist dann der Staat, der einen versorgt hat, der für einen da war, der eine Zukunftsgarantie gegeben hat, der eine große Existenzsicherung bereitgestellt hat – alles Dinge, die heute verloren gegangen sind in einer Welt des wirtschaftlichen Niedergangs, aber auch der erhöhten und gesteigerten Wettbewerbsstrukturen.“ Diesem Phänomen werde auch politisch zugearbeitet. Wenn mit dem Verschwinden von Straßennamen, Gebäuden (Palast der Republik) oder Institutionen die Erinnerung an den Unrechtsstaat getilgt werden, verblassten auch die Erinnerungen an die DDR insgesamt.
Die Historikerin Beatrix Bouvier vertritt die Meinung, dass eine positive Wertung der DDR-Zeit erst dadurch ermöglicht worden sei, dass die DDR beinahe nahtlos in der Bundesrepublik Deutschland aufging. Dadurch hätten die Ostdeutschen zwar die Wohltaten der sich zunehmend verschuldenden und damit „auf Pump und auf Kosten der Zukunft“ lebenden Sozialpolitik in der DDR erfahren, nicht aber den daraus resultierenden „tatsächlichen Bankrott“ des Sozialismus in der DDR.

## Ostalgie-Partys: Nachholende Verabschiedung der DDR ab 1994

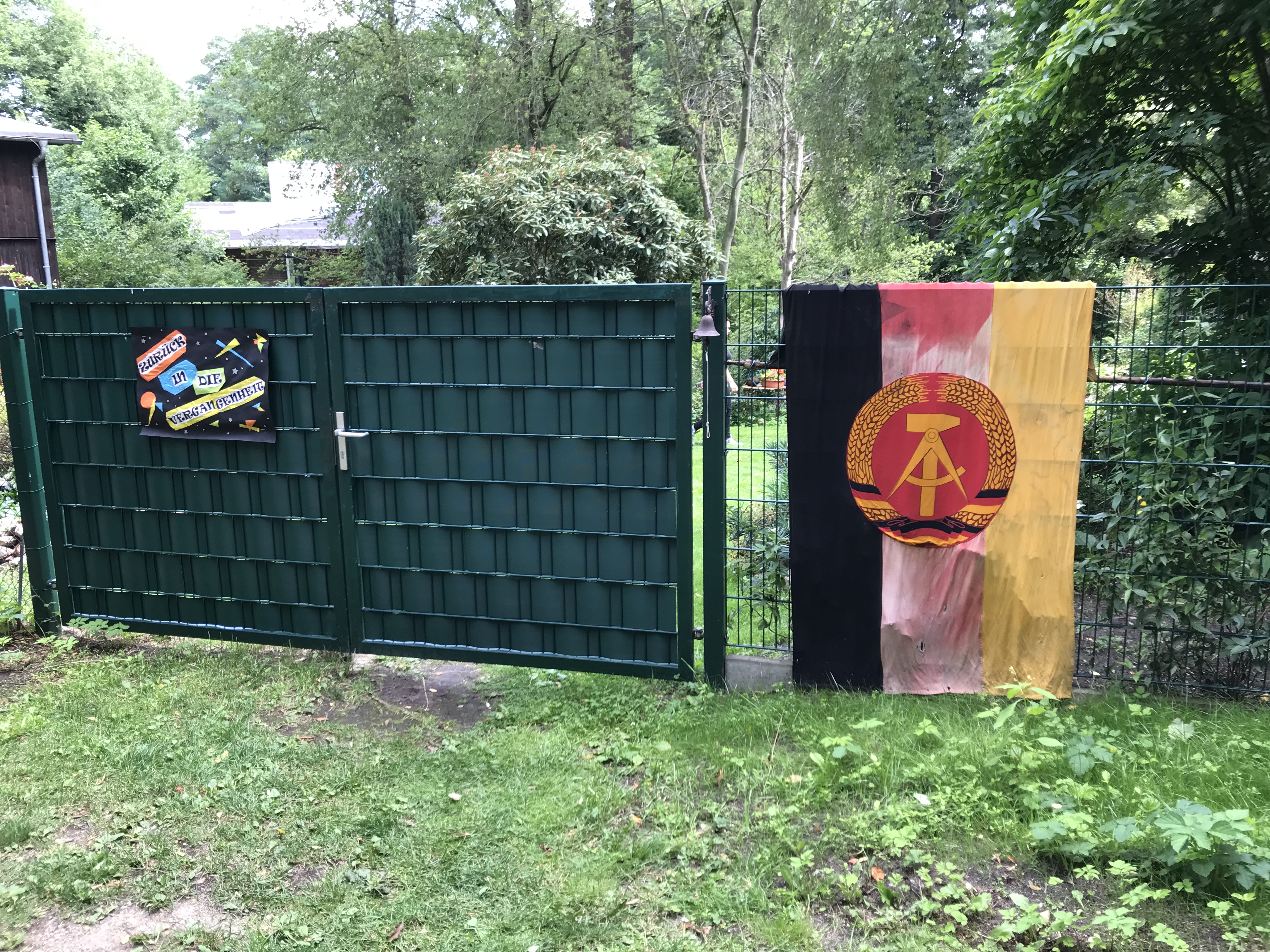
Mottoparty mit DDR-Flagge

Ostalgie-Partys wurden als Privat-Party oder im halböffentlichen Raum gefeiert. Es gab auch semiprofessionelle Veranstaltungen, bei denen viele Gäste mit DDR-typischen Kleidungsstücken oder uniformiert erschienen. Die Festräume waren randvoll mit den einstigen DDR-Propaganda-Requisiten ausstaffiert: Papierfähnchen, Porträts, Symbole, Orden, Pokale, Fahnen, Wimpel und Transparenten mit Propagandasprüchen der SED-Diktatur oder deren Verulkungen. Sogar ein Doppelgänger von Erich Honecker trat bisweilen auf.
Zum Musikrepertoire gehörten Schlagerschnulzen und Popsongs aus der DDR und als Intermezzo wurden musikalisch ironisch oder sarkastisch recycelte Fassungen der sozialistischen Hymnen und „Arbeiter- und Kampflieder“ aufgelegt. Der Conférencier moderierte die Partys im auf die Spitze getriebenen schwülstigen, sperrigen Kommunikationsstil der DDR-Offiziellen.
In den 1990er Jahren gab es auch professionelle, kommerzielle Veranstalter von Ostalgie-Partys, die quer durch Ostdeutschland tourten. Der bekannteste war Ralf Heckel, ein Schallplattenunterhalter (Jahrgang 1969, aus Nordhausen), der 1994 die erste Ostalgie-Party organisierte. Nach eigenen Angaben veranstaltete er von Januar 1995 bis Oktober 1999 mehr als 100 Ostalgie-Partys mit etwa 150.000 Gästen. Das Medien-Echo bundesweit wie international war groß. Heckel beurteilte die Ossi-Feier ideologiefrei: „Das war wie eine 50er-Jahre-Party, die jagt auch niemand zum Teufel. Es gibt so viele Retro-Kulte, warum nicht so einen?“

## Renaissance von Filmen, Comics, Alltagsgegenständen und -symbolen der DDR

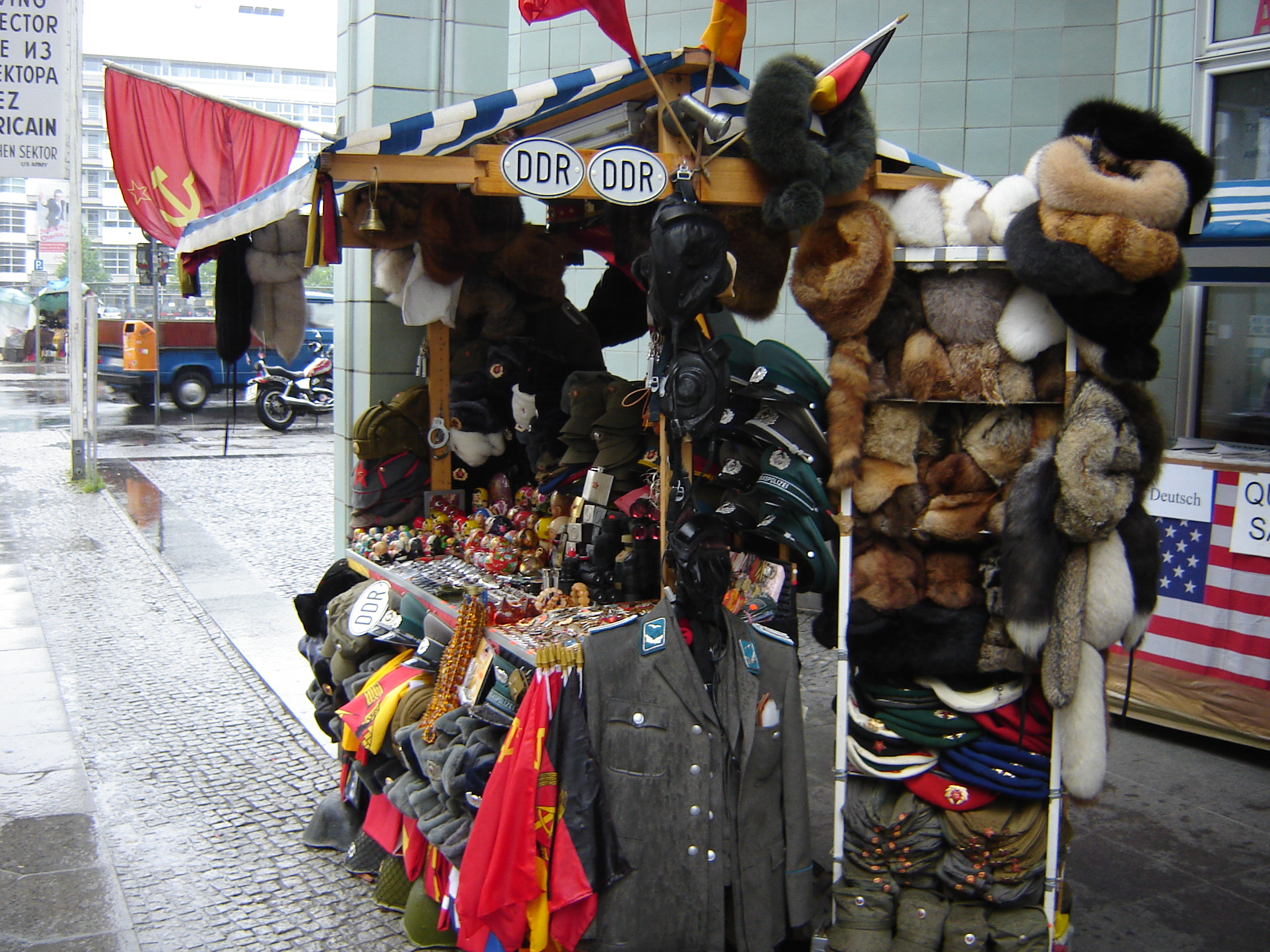
Stand mit DDR-Erinnerungsstücken in Berlin (2006)

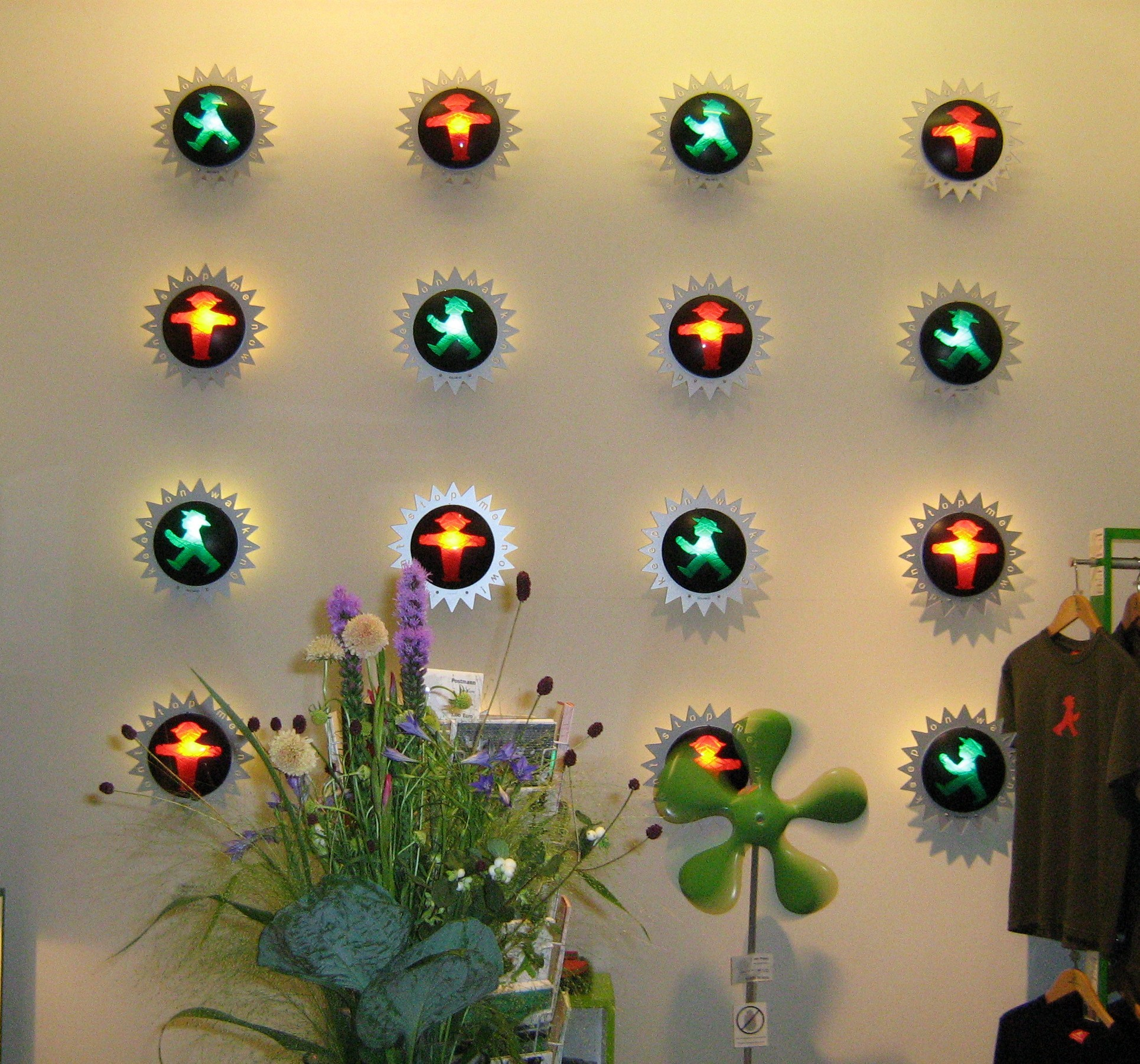
Ampelmännchen im Ampelmännchen-Geschäft in Berlin (2009)

Während der Ostalgie-Welle fungierten DDR-Alltagsgegenstände und -symbole als Identitätsanker. Dabei wurde primär der sozialistischen Konsumgesellschaft unter Honecker, mithin der Durchschnitts-DDR gehuldigt, z. B.:
- der biografisch angelegten Pionier- oder FDJ-Kleidung
- dem Trabi
- der Wohnung im Plattenbau[16] So unterhält das Wohnungsunternehmen Stadt und Land in Berlin-Hellersdorf, Hellersdorfer Straße 179 – Parterre rechts – eine DDR-Museumswohnung, die nach Anmeldung oder während der zweistündigen Sonntagsöffnungszeit besichtigt werden kann.[17]
- DEFA-Filme
- dem DDR-Sandmännchen: Als die Sendung nach 1990 aus Kostengründen eingestellt werden sollte, hagelte es Proteste. Daraufhin wurde die Sandmann Studio Trickfilm GmbH gegründet, welche den Sandmann zunächst in den alten Mahlsdorfer Studios und nach Zwischenstationen schließlich im Filmpark Babelsberg weiterproduzierte. Die alten Figuren des DFF-Sandmännchens wie Pittiplatsch und Schnatterinchen (ein Kobold und eine Ente) oder Herr Fuchs und Frau Elster wurden um weitere neue Figuren ergänzt.
- Ostalgie-Hostels[18]
- Symbolen aus der DDR, z. B. dem Ost-Ampelmännchen oder dem Wappen der DDR
- der DDR-Traditions-Comiczeitschrift Mosaik des Mosaik Steinchen für Steinchen Verlags (Auflage 105.000 Exemplare Beginn 2020).

Weiterhin gibt es neben ostalgischen Veranstaltungen auch Rundfunksendungen, die den Alltag in der DDR und die mit ihm verbundenen Lebensweisen und Gegenstände sowie Erinnerungen an die DDR zum Thema haben.

## Vermarktungsstrategie „bekennende Ostmarken“
Im ostdeutschen Handel waren seit 1991 nach und nach wieder Produkte erhältlich, die in Ostdeutschland produziert wurden. Galten noch zu DDR-Zeiten viele Erzeugnisse einheimischer Produktion als schlechte Kopien oder Surrogate der westdeutschen Originale, wurden nun Ostprodukte als die echten und unverfälschten beworben. Dabei war die Vermarktungsstrategie der „bekennenden Ostmarken“, also der einstigen DDR-Marken, erfolgreich, wobei deren einstige Verpackung, gegebenenfalls auch deren Rezeptur und Qualität modernisiert wurden, während man die Markennamen, Symbole, aber auch die gustatorische Wahrnehmung um des Wiedererkennungswertes willen beibehielt. Selbst eine zu DDR-Zeiten schlecht beleumundete Schokoladen-Marke wie Knusperflocke debütierte 1990. 1998 folgten die Schlager-Süßtafel und Bambina. Beide zusammen erzielten 1999 einen Umsatz von 31 Millionen DM. Einer sächsischen Erhebung zur Marktpräsenz einheimischer Frischwaren im Sortiment des Lebensmittelhandels zufolge stammten 1993 in jedem zweiten Geschäft etwa 40 % der angebotenen Frischwaren aus Sachsen.

### Prägende Verkaufsargumente
Ende der 1990er Jahre stieg die Konjunktur von Ostprodukten beträchtlich. Mit der Steigerung von Umsatz und Gewinn und der Verbesserung der eigenen Marktposition zeichnete sich auch im Sprachgebrauch der Werbekampagnen eine Trendwende ab: nun wurden Ostalgie und ein starkes ostdeutsches Selbstbewusstsein prägende Verkaufsargumente. Dabei appellierte die Produktwerbung in ihrer Zielgruppenansprache geschickt an die in der Öffentlichkeit ausgeblendeten Erinnerungen und Erfahrungen der Ostdeutschen. So bewarb beispielsweise die Berliner Spreequell Mineralbrunnen GmbH, die den Markennamen Club-Cola aus der DDR übernommen hatte, in einer Werbekampagne für ein Cola-Getränk mit dem Slogan: „Hurra, ich lebe noch!“. Ähnlich agierte der Konzern JT International, der die ostdeutsche Zigarettenmarke Club übernommen hatte und in der Produktwerbung des Jahres 1993 mit dem Werbeslogan „Gutes neu erleben!“ an die neue Mainstream-Meinung in der Ex-DDR – „Es war nicht alles schlecht!“ – anknüpfte. Die Werbestrategen der Ost-Zigarette Juwel konterten die Test-The-West-Kampagne der Marke West, indem sie Juwel-Raucher mit dem Spruch „Ich rauche Juwel, weil ich den Westen schon getestet habe. Juwel eine für uns“ bei der Stange hielten. Bei Wiedereinführung der Kaffeemarke Rondo auf dem Markt behielt die Röstfein Kaffee GmbH in Magdeburg (Sachsen-Anhalt) die ursprüngliche Blau-Silber-Verpackung des DDR-Rondo und die Positionierung im mittleren Preissegment bei. Mit diesem Marketingkonzept wurde Rondo 1998 die drittstärkste Einzelmarke im ostdeutschen Kaffeemarkt, mit einem Umsatz von 6500 Tonnen. Die DDR-Zigarettenmarke Karo – nach der Wiedervereinigung vom Konzern Philip Morris übernommen – wirbt mit dem Slogan „Anschlag auf den Einheitsgeschmack“. Auch Nudossi, das Ost-Nutella aus Radebeul, die Halloren-Sahnecreme-Kugeln aus Halle (Saale) oder das Fit-Spülmittel aus der Oberlausitz sind alte DDR-Marken, die ein Comeback in die Supermarktregale geschafft haben.
Dabei übersehen die Ostalgiker-Konsumenten jedoch häufig, dass viele vormalige Ost-Produkte heute nur noch dem Namen und dem Logo nach aus dem Osten stammen, da deren Marken oder Hersteller von Westfirmen übernommen wurden. So wird das Waschmittel Spee heute von Henkel und die Kosmetik-Marke Florena von Beiersdorf vermarktet. Auch DDR-Wortkreationen wie Broiler als Bezeichnung für das ostdeutsche Grillhähnchen waren wieder in hohem Maße aktuell.

Club-Cola-Etikett zu DDR-Zeiten
Heutiges Club-Cola-Logo
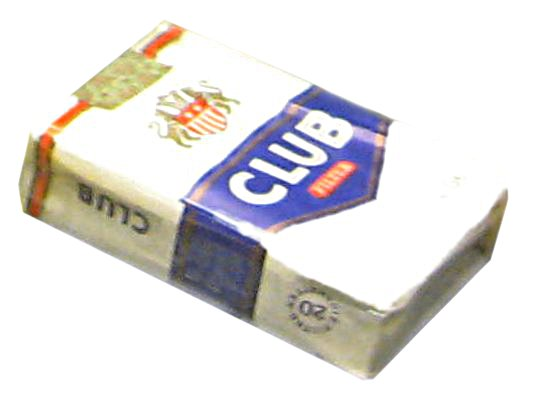
Club-Zigarettenpackung
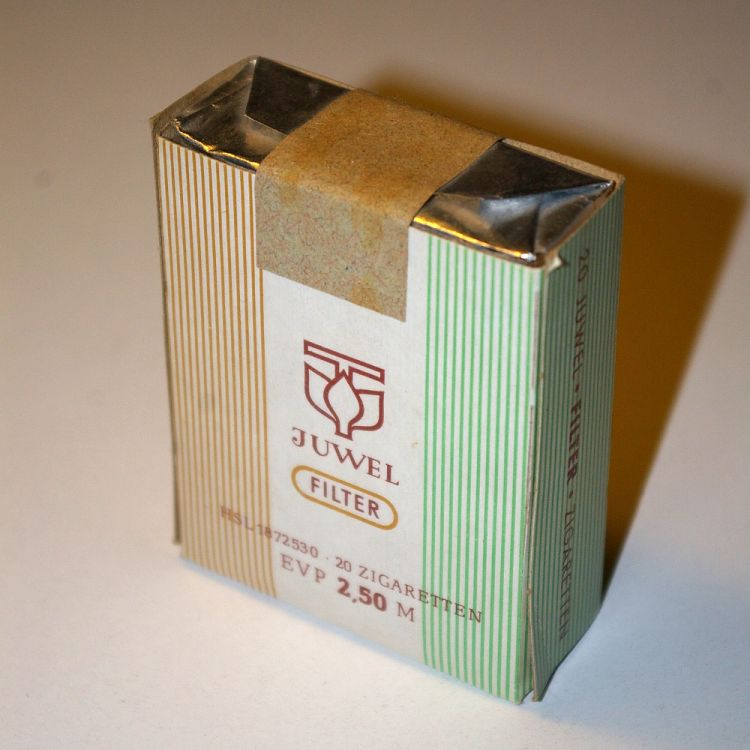
Juwel-Zigarettenpackung („Alte Juwel“), 1988
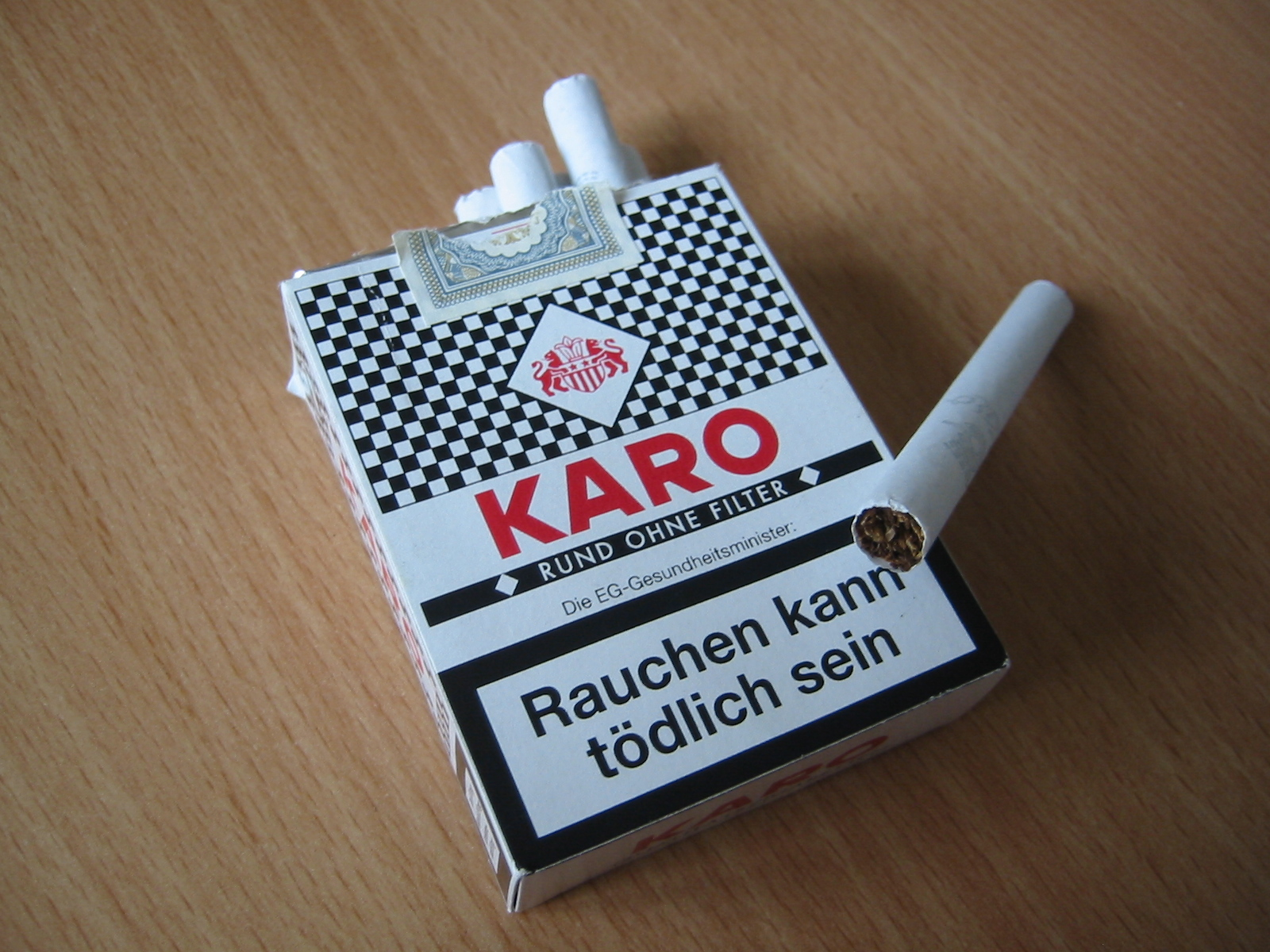
geöffnete Schachtel filterlose Karo
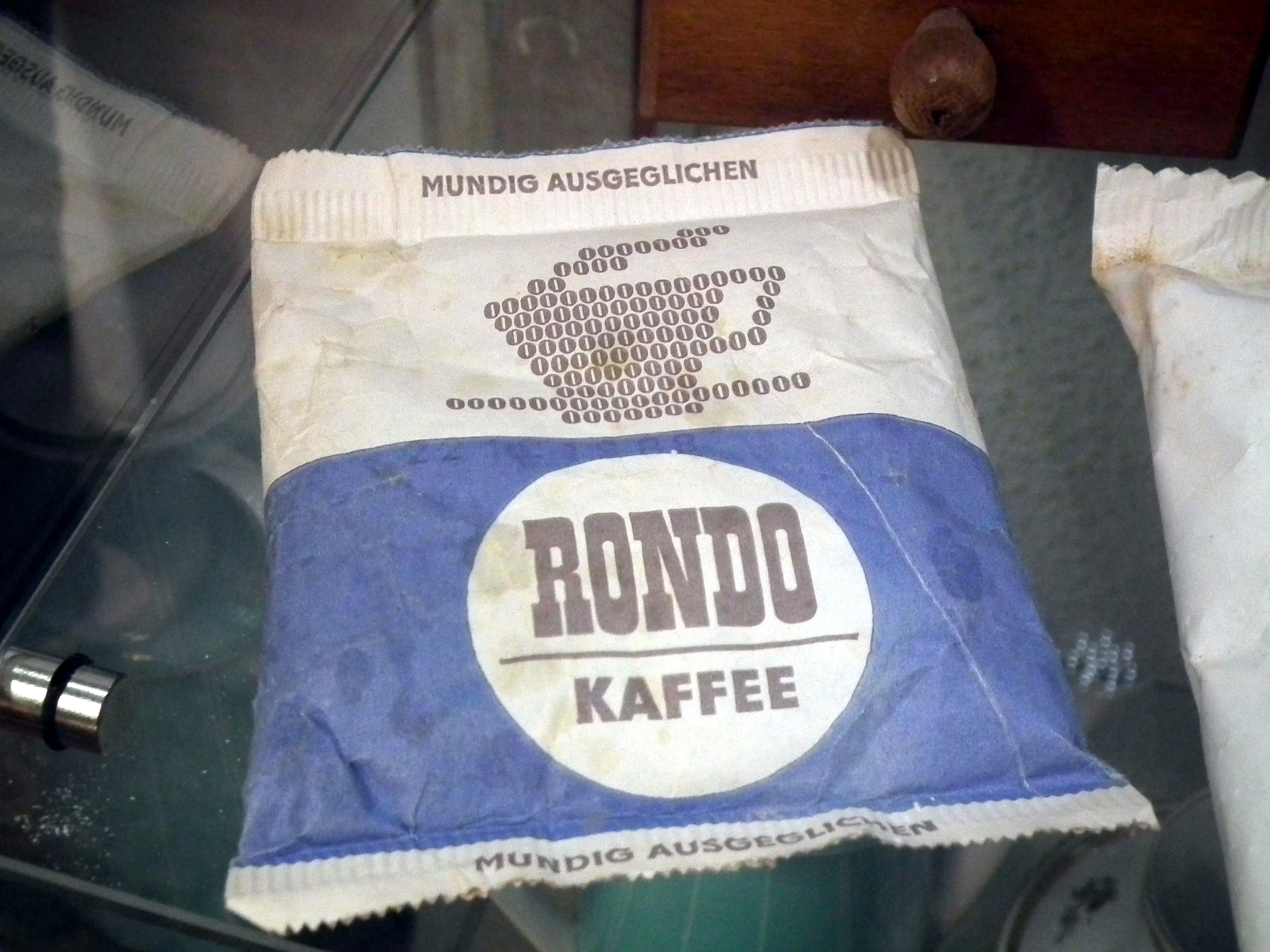
Packung Rondo Kaffee
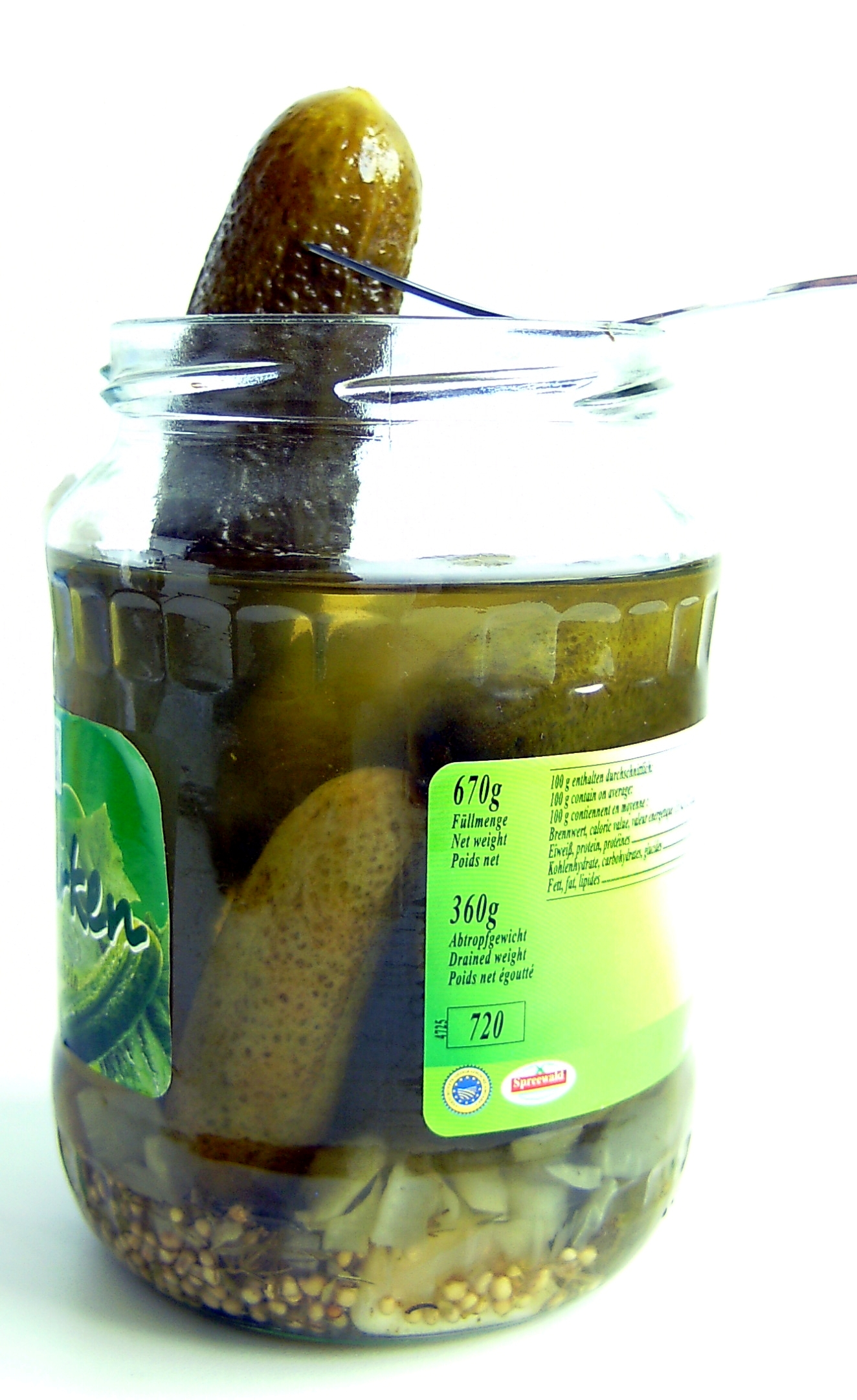
Spreewälder Gurken mit Glas
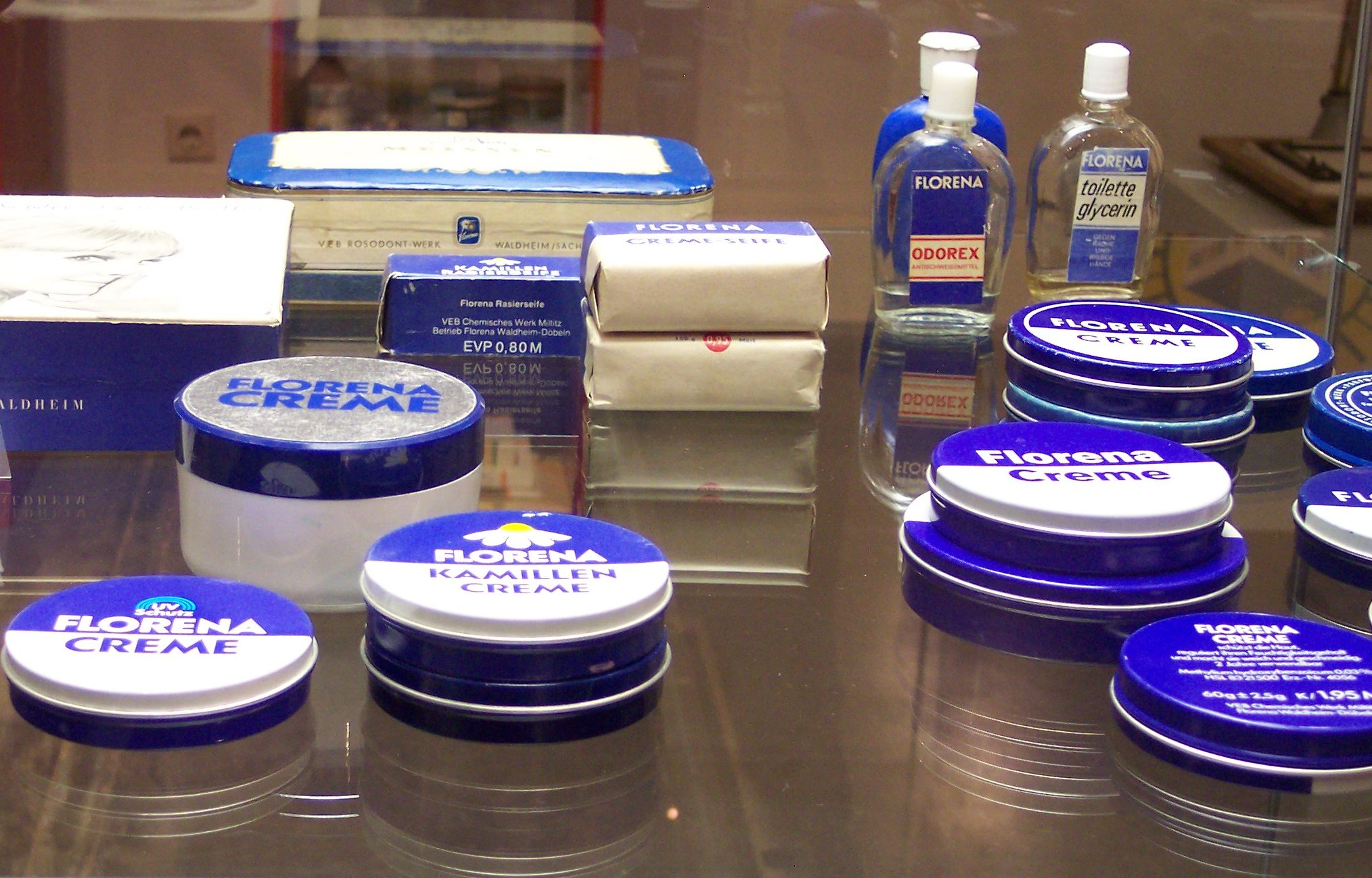
Historische Produkte von Florena
Leckermäulchen – Milchvereinigung des Bezirks Leipzig

### Ostprodukte-Messe Ostpro
Ein weiteres Phänomen des Ostalgie-Booms sind Verkaufsmessen wie die Ostprodukte-Messe Ostpro. Die Ostpro-Messe fand – mit Unterstützung der aus der SED hervorgegangenen Partei PDS – bereits mehrere Male in Berlin statt. Auf dieser großen Verkaufsmesse für Ostprodukte, auf der mehr als 100 Unternehmen aus Ostdeutschland ausstellen, werden einschlägige DDR-Produkte für Ostalgie-Schwärmer präsentiert. Die Messe wird vornehmlich von Rentnern frequentiert.
Eine Ausnahme im Ostalgie-Boom bildet die vormalige VEB Rotkäppchen-Sektkellerei, die mit der Marke Rotkäppchen ihre Marktführerschaft auf Gesamtdeutschland ausgeweitet hat und mit Ostalgie auf der Ostpro nicht in Verbindung gebracht werden möchte.

### Satirische Rezeption
Der Schriftsteller Max Goldt schlug in einem satirischen Text vor, analog zu Geschäften mit Ostprodukten in Berlin-Kreuzberg Läden einzurichten, in denen es nur ehemals westdeutsche Produkte mit vierstelligen Postleitzahlen gibt.

## Kinofilme und TV-Serien
Der 1999 erschienene Kinofilm Sonnenallee von Leander Haußmann war der erste kommerziell erfolgreiche Film nach der Wende, der rückblickend auf unernste Weise das Leben in der DDR nachzeichnet und dabei auch viel Wert auf Details legt, wodurch er auch nostalgische Empfindungen bediente. Der Film Sonnenallee löste eine Flut weiterer „Mauerkomödien“ aus, die die ehemalige DDR mit einem Augenzwinkern aus einem völlig anderen Blickwinkel betrachteten: 2003 kam der Spielfilm Good Bye, Lenin! in die Kinos, es folgte die Tragikomödie Herr Lehmann (nach dem gleichnamigen Romandebüt von Sven Regener), 2004 erschien die Ost-West-Komödie Kleinruppin forever, 2005 die Filmkomödie NVA (ebenfalls von Haußmann), und 2006 wurde das Liebesdrama Der Rote Kakadu veröffentlicht. Von RTL wurde die Ostalgie-Serie Meine schönsten Jahre über das Leben eines jugendlichen Ostberliners in den 1980er Jahren ausgestrahlt, die wegen zu niedriger Einschaltquoten jedoch nach acht Folgen eingestellt wurde.
Jüngst wurde die Deutung von GoodBye, Lenin! als Musterbeispiel einer Ostalgiewelle kritisch hinterfragt und stattdessen die Erzählung als legitime Form des Verarbeitens von gesellschaftlichem Wandel gedeutet.

## Ostalgie-Shows
In der zweiten Hälfte 2003 starteten im Fernsehen mehrere DDR-Shows, die sich dem durchschnittlichen DDR-Alltag widmeten.
Am 17. August 2003 startete das ZDF Die Ostalgie-Show mit den Moderatoren Andrea Kiewel und Marco Schreyl. Es gab 4,78 Millionen Zuschauer (Marktanteil 21,8 Prozent); jeder Dritte in Ostdeutschland verfolgte die Show. Moderatorin Kiewel ballte die rechte Faust, hob ihren Arm in die Höhe und rief: „Für Frieden und Sozialismus seid bereit!“ Die Zuschauer erwiderten im Chor: „Immer bereit.“
Am 22. August 2003 begann der Mitteldeutsche Rundfunk (MDR) mit der wöchentlichen Ausstrahlung von sechs Folgen seines freitäglichen „Ein Kessel DDR“, moderiert von Franziska Schenk und Gunther Emmerlich, mit einer Quote von 22,8 Prozent. Am 23. August 2003 folgte Sat.1 mit der zweiteiligen Sendung „Meyer & Schulz – Die ultimative Ost-Show“ mit Axel Schulz und Ulrich Meyer. Ab dem 3. September 2003 sendete RTL die vierteilige „DDR-Show – Von Ampelmännchen bis Zentralkomitee“. Katarina Witt, die mit Oliver Geissen durch die Sendung führte, trug als Moderatorin eine FDJ-Bluse.

## Kritik und Diskurs um politische Symbole der DDR
Kritiker werfen ein, dass im Rahmen der Nostalgie die gesellschaftspolitischen und wirtschaftlichen Zustände, die in der DDR herrschten, ausgeblendet, verdrängt oder schöngeredet würden. Der Historiker Hubertus Knabe initiierte eine bundesweite Verbotsdebatte für DDR-Symbole, die für die Diktatur der SED stehen: das Staatswappen, die Abzeichen von SED, FDJ und MfS sowie möglicherweise Hammer und Sichel. Der frühere Bürgerrechtler und Berliner CDU-Bundestagsabgeordnete Günter Nooke forderte in Reaktion auf das von Witt in der DDR-Show getragene Blauhemd der FDJ rechtliche Schritte gegen das Zeigen von DDR-Symbolen. Nooke bezog sich auf ein Urteil des Verfassungsgerichts aus dem Jahr 1954. Die Richter hatten die westdeutsche FDJ zur verfassungswidrigen Organisation erklärt, ein Verbot ausgesprochen und damit auch das Zeigen ihrer Symbole untersagt.

## Westalgie
Abgeleitet vom Begriff Ostalgie wird der Begriff „Westalgie“ verwendet, um eine Nostalgie gegenüber der Bundesrepublik Deutschland während der deutschen Teilung zu bezeichnen.

### Ostalgie
- Thomas Ahbe: Ostalgie: Zum Umgang mit der DDR-Vergangenheit in den 1990er Jahren. Landeszentrale für politische Bildung Thüringen, Erfurt 2005. ISBN 978-3-931426-96-5. (Digitalisat; PDF; 186 kB)
- Thomas Ahbe: Ostalgie. Zu ostdeutschen Erfahrungen und Reaktionen nach dem Umbruch. Landeszentrale für politische Bildung Thüringen, Erfurt 2016, ISBN 978-3-943588-72-9.
- Eva Banchelli: Ostalgie: eine vorläufige Bilanz, in Fabrizio Cambi (Hrsg.): Gedächtnis und Identität. Die deutsche Literatur nach der Wiedervereinigung, Koenigshausen & Neumann, Würzburg 2008, S. 57–68, ISBN 978-3-8260-3788-7.
- Daphne Berdahl: Ostalgie und ostdeutsche Sehnsüchte nach einer erinnerten Vergangenheit. In: Thomas Hauschild (Hrsg.): Inspecting Germany. Internationale Deutschland-Ethnographie der Gegenwart. Lit, Münster u. a 2002, S. 476–495, ISBN 3-8258-6123-6.* Jens Bisky: Zonensucht. Kritik der neuen Ostalgie. In: Merkur. Deutsche Zeitschrift für europäisches Denken. 658 (2004), 58. Jg., S. 117–127.
- Svetlana Boym: The Future of Nostalgia, Basic Books, 2001.
- David Clarke, William Niven (Hrsg.): Special Theme Issue: Beyond Ostalgie. East and West German identity in contemporary German culture. In: Seminar. A Journal of Germanic Studies. 3 (2004), 40. Jg., S. 187–312.
- Paul Cooke: Representing East Germany since Unification. From Colonization to Nostalgia. Oxford 2005.
- Andreas W. Daum, Good Bye, Lenin! (2003). Coping with Change ‒ and the Future in the Counterfactual. In: Deutsche Filmgeschichten. Historische Porträts, hg. v. Nicolai Hannig, Annette Schlimm und Kim Wünschmann. Wallstein, Göttingen, 2023, 221–227.
- Jonathan Grix, Paul Cooke (Hrsg.): East German distinctiveness in a unified Germany (= The new Germany in context). Birmingham 2002.* Thomas Leurer, Thomas Goll (Hrsg.): Ostalgie als Erinnerungskultur? Symposium zu Lied und Politik in der DDR (= Würzburger Universitätsschriften zu Geschichte und Politik, Band 6). Baden-Baden 2004.
- Katja Neller: „Auferstanden aus Ruinen?“ Das Phänomen DDR-Nostalgie. In: Oscar Gabriel, Jürgen Falter, Hans Rattinger (Hrsg.): Wächst zusammen, was zusammengehört? Stabilität und Wandel politischer Einstellungen im wiedervereinigten Deutschland. Baden-Baden Nomos 2005. S. 339–381. ISBN 978-3-8329-1663-3.
- Katja Neller: DDR-Nostalgie: Dimensionen der Orientierungen der Ostdeutschen gegenüber der ehemaligen DDR, ihre Ursachen und politischen Konnotationen. Springer-Verlag, 2006. ISBN 978-3-531-15118-2 (Die Arbeit wurde 2005 von der sozial- und wirtschaftswissenschaftlichen Fakultät der Universität Stuttgart als Dissertationsschrift angenommen.)
- Simone Schmollack und Katrin Weber-Klüver: Damals in der DDR – Geschichten von Abschied und Aufbruch. Aufbau, Berlin 2010, ISBN 978-3-351-02722-3.
- Vanessa Watkins: Ostalgieshows – Erinnerungskonzepte der Massenmedien. Über die Unmöglichkeit eines objektiven Erinnerns. In: Elize Bisanz: Diskursive Kulturwissenschaft. Analytische Zugänge zu symbolischen Formationen der post-westlichen Identität in Deutschland. LIT, Hamburg 2005, ISBN 3-8258-8762-6, S. 77–87.

### Westalgie
- Andrew Plowman: „Westalgie? Nostalgia for the ,Old‘ Federal Republic in Recent German Prose“, in: Seminar. A Journal of Germanic Studies 40.3 (2004), S. 249–261.
- Paul Cooke: „Whatever Happened to Veronica Voss? Rehabilitating the „68ers“ and the Problem of Westalgie in Oskar Roehler’s Die Unberührbare (2000)“. In: German Studies Review. Vol. 27, Nr. 1, 2004, S. 33–44.
- Linda Shortt: „Reimagining the West: West Germany, Westalgia, and the Generation of 1978“, in: Debating German Cultural Identity since 1989, ed. by Anne Fuchs, Kathleen James-Chakraborty and Linda Shortt, Rochester / New York 2011, S. 156–169;